# Krasnogorsk-3

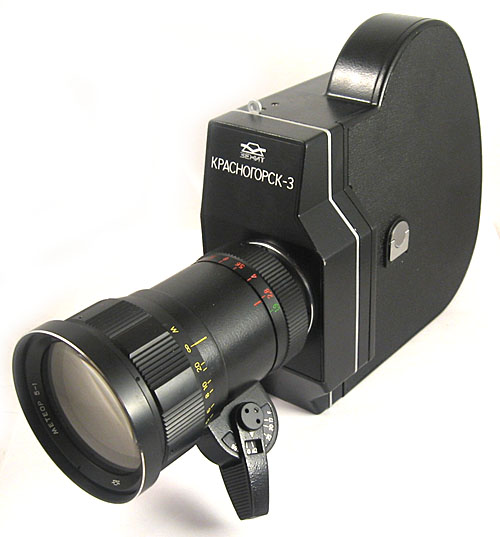
Krasnogorsk-3

A Krasnogorsk-3, por vezes abreviada como K-3, é uma câmera de cinema de 16 mm projetada e fabricada na União Soviética pela KMZ. A Krasnogorsk-3 deixou de ser fabricada no início dos anos 90. É o modelo mais famoso da marca Krasnogorsk.
Apesar disso, ela ainda é apreciada por estudantes de cinema no mundo inteiro e é uma das câmeras de 16 mm mais populares na no leste europeu, onde teve uma presença proeminente no filme Camera Buff (1979) de Krzysztof Kieślowski.

## Informações técnicas
A Krasnogorsk-3 utiliza carregamento padrão de 100 pés (30 m) de 16 mm (simples ou dupla perfuração). Não há nenhuma disposição de depósito externo. Existem duas montagens de lente diferentes usadas nesta câmera. Uma delas é a M42×1 e a outra é uma baioneta russa. O parafuso de montagem permite o uso de lentes de 35 milímetros. As lentes de estoque são Meteor-5-1 com zoom de 1.9 17–69.
A câmera possui uma única garra de suspensão e nenhum pino de registro. A velocidade do filme é ajustável de 8 quadros até 84 quadros. Um pequeno buraco na parte de trás da Krasnogorsk-3 permite uso de animação ou outras aplicações.
A bateria PX640, necessária para alimentar o medidor de luz interna, não é mais vendida devido o seu teor de mercúrio. Caso o usuário a substitua pela alcalina, não obterá resultados precisos, devido à tensão de voltagem diferente e descarga de células alcalinas. No entanto, uma bateria de zinco funciona bem com um adaptador.